# Shen Jingdong

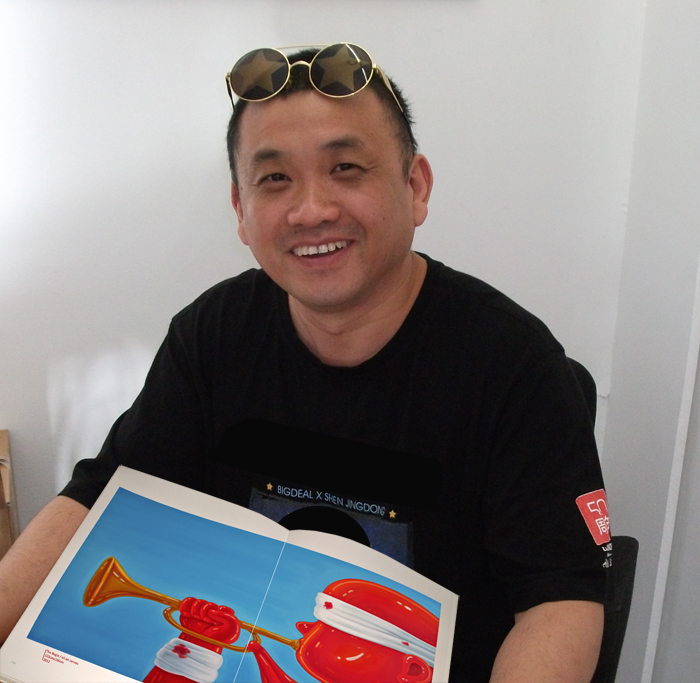
沈敬东 Shen Jingdong

Shen Jingdong(en chino: simplificado: 沈敬东, tradicional:  沈敬東,pinyin:  Jìngdōng, Nankín, 1965) es un pintor y escultor contemporáneo de China. Reside en Pekín y sus obras sobre iconografía china son muy conocidas.
Estudió Bellas Artes en la Universidad de Nankín Xiaozhuang y la Academia de Arte de Nankín y después de sus estudios se enroló en el ejército chino donde estuvo metido en el grupo de teatro hasta 2007.